# WRK Orgelbau

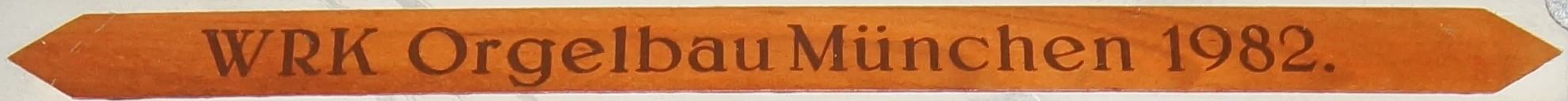
Typisches Firmenschild

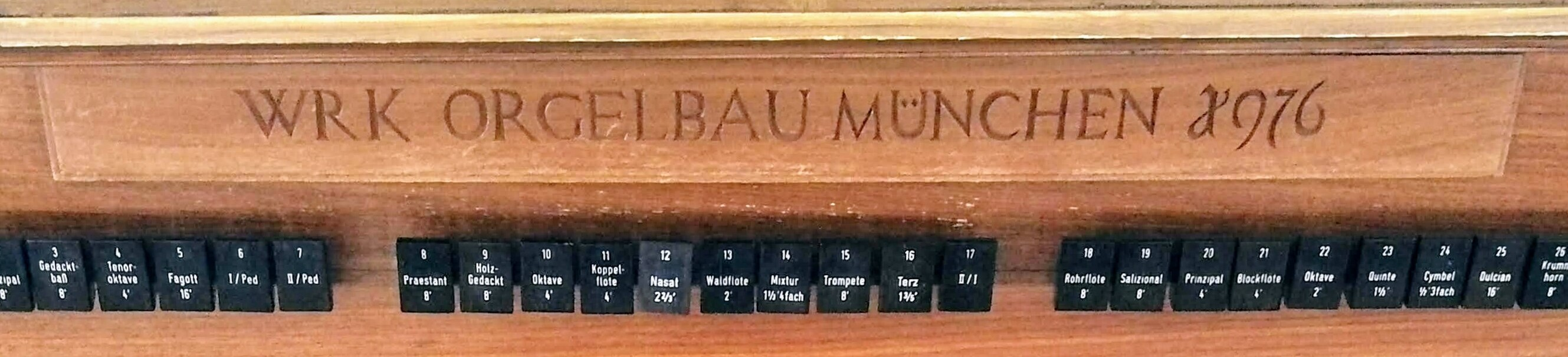
Firmenschild in Greding

WRK Orgelbau ist eine Orgelbauwerkstätte, die von den Orgelbauern Klaus Wendhack, Gerd Redeker und Friedrich Kreuzer 1969 in München gegründet wurde. Nach dem Ausscheiden von Klaus Wendhack wurde die Firma 1995 in Redeker & Kreuzer Orgelbau umbenannt.

## Geschichte
Die drei Firmengründer hatten sich bei ihrer Arbeit beim Orgelbauer Carl Schuster & Sohn in München kennengelernt und zusammengeschlossen. Bis 1990 waren durch sie mehr als 80 Orgeln neu gebaut worden. Nachdem 1991 ein Brand das Firmengebäude in München zerstört hatte, wurde der Betrieb 1992 nach Grasbrunn verlegt. Nach dem Ausscheiden von Klaus Wendhack aus der Firma 1994 wurde die Orgelbaufirma am 2. Januar 1995 in Redeker – Kreuzer Orgelbau umbenannt. WRK und Redeker & Kreuzer Orgelbau haben über 135 neue Orgelwerke geschaffen und über 190 Restaurationen durchgeführt. Die letzten bekannten Neubauten der Firma stammen aus dem Jahr 2000. Der Betrieb spezialisierte sich dann auf Restaurierung, Stimmung und Erhaltung von Orgeln.

## Klaus Wendhack
Klaus Wendhack (* 2. Dezember 1937 in Nürnberg; † 10. Mai 2018 in Kirchseeon) lernte den Orgelbau bei Bauer in Unterasbach, arbeitete dann bei Willi Peter in Köln und legte 1968 die Meisterprüfung ab. Er war bei WRK Orgelbau für die Planung neuer Instrumente zuständig und hat die Produktion geleitet.

## Gerd Redeker
Gerd Redeker (* 1945 in Plattling) lernte bei Weise (Plattling) und ging anschließend zu Schuster nach München. 1970 machte er die Meisterprüfung. Bei WRK Orgelbau leitete er den Metallpfeifenbau und war für die Intonationsaufgaben zuständig.

## Friedrich Kreuzer
Friedrich Kreuzer (* 1937 in Regensburg) lernte bei Eduard Hirnschrodt (Regensburg) und ist seit 1968 Meister. Bei WRK Orgelbau kümmerte er sich um die kaufmännischen Belange.

## Werkliste (Auszug)
| Jahr | Ort                                | Gebäude                                         | Bild | Manuale | Register | Bemerkungen |
| ---- | ---------------------------------- | ----------------------------------------------- | ---- | ------- | -------- | --- |
| 1970 | München                            | Philippuskirche                                 |      | II/P    | 12       | Erste Orgel der Firmengeschichte → Orgel |
| 1970 | Scheyern                           | Kapitelkirche im Kloster Scheyern               |      | II/P    | 7        | → Orgel |
| 1970 | Zusmarshausen                      | Auferstehungskirche                             |      | I/P     | 5        | |
| 1972 | Gräfelfing                         | Friedenskirche                                  |      | II/P    | 12       | → Orgel |
| 1972 | München-Riem                       | St. Martin                                      |      | I/P     | 5        | → Orgel |
| 1973 | Wendelstein (Mittelfranken)        | St. Nikolaus                                    |      | II/P    | 16       | |
| 1974 | Etting (Ingolstadt)                | St. Michael                                     |      | II/P    | 16       | → Orgel |
| 1974 | Haar                               | Klinikkirche St. Raphael                        |      | II/P    | 16       | Technischer Neubau mit elektrischen Trakturen unter Verwendung von Prospekt und Teilen der alten Maerz-Orgel. 1998 Erweiterung und Umbau durch Münchner Orgelbau Johannes Führer auf 24 Register. → Orgel |
| 1974 | Gaimersheim                        | Mariä Aufnahme in den Himmel                    |      | II/P    | 18       | |
| 1976 | Greding                            | St. Jakobus                                     |      | II/P    | 23       | Mit 5 mechanischen Setzerkombinationen → Orgel |
| 1977 | München-Isarvorstadt               | St. Anton                                       |      | III/P   | 44       | → Orgel |
| 1977 | Gnodstadt                          | Ev.-Luth. St. Peter und Paul                    |      | II/P    | 14       | |
| 1977 | Haar                               | St. Bonifatius                                  |      | I       | 5        | Interimsorgel. 1979 durch neue WRK-Orgel ersetzt (siehe dort) |
| 1978 | Feucht (Mittelfranken)             | Herz Jesu                                       |      | II/P    | 22       | → Orgel |
| 1978 | Neumarkt in der Oberpfalz-Holzheim | St. Walburga                                    |      | I/P     | 8        | → Orgel |
| 1978 | Wolferstadt                        | St. Martin                                      |      | II/P    | 17       | |
| 1978 | München-Neuperlach                 | St. Philipp Neri                                |      | II/P    | 12       | → Orgel |
| 1978 | München-Daglfing                   | St. Philipp und Jakob                           |      | I/P     | 6        | Zweitverwendung; seit 1983 in der Kirche → Orgel |
| 1979 | München                            | St. Pius                                        |      | IV/P    | 51       | Unter Verwendung von zahlreichen Teilen der Vorgängerorgel von Nenninger. Neben der Orgel für Gut Rottenried (heute Heilig Geist Augsburg) ist es die größte Orgel der Firma WRK. → Orgel |
| 1979 | Haar                               | St. Bonifatius                                  |      | II/P    | 23       | → Orgel |
| 1979 | Georgensgmünd                      | St. Wunibald                                    |      | II/P    | 14       | |
| 1979 | München-Obermenzing                | Leiden Christi                                  |      | II/P    | 8        | Chororgel; 1998 durch eine Kaps-Orgel ersetzt; Verbleib unbekannt |
| 1979 | Weißenfeld                         | St. Bartholomäus                                |      | I/P     | 6        | |
| 1981 | Putzbrunn                          | Clemens-Maria-Kinderheim                        |      | II/P    | 9        | |
| 1981 | Geretsried-Gartenberg              | Heilige Familie                                 |      | II/P    | 20       | → Orgel |
| 1981 | München-Großhadern                 | Ökumenische Klinikkirche im Klinikum Großhadern |      | II/P    | 13       | → Orgel |
| 1981 | Holzingen                          | St. Margaretha                                  |      | II/P    | 11       | |
| 1981 | Zandt                              | St. Leonhard                                    |      |         |          | |
| 1982 | Gilching                           | Gut Rottenried                                  |      | III/P   | 51       | Diese ungewöhnlich große Hausorgel befand sich in einem großräumigen Saal im Gutshof Rottenried bei Gilching. Mit 51 Registern ist sie neben St. Pius (München) die größte Orgel der Firma WRK. Der Besitzer ist 1994 verstorben und die Orgel wurde in die katholische Pfarrkirche Heilig Geist Augsburg-Hochzoll umgesetzt (Bild u. Link) → Orgel |
| 1982 | Schwabach                          | St. Sebald                                      |      | II/P    | 25       | überholt 2016 → Orgel |
| 1982 | Nürnberg-Moorenbrunn               | Mutter vom Guten Rat                            |      | II/P    | 23       | → Orgel |
| 1982 | Nürnberg-Kornburg                  | Maria Königin                                   |      | II/P    | 18       | → Orgel |
| 1982 | Hofstetten (Hitzhofen)             | St. Nikolaus von Flüe                           |      | II/P    | 16       | |
| 1983 | München-Neuperlach                 | St. Stephan                                     |      | II/P    | 15       | → Orgel |
| 1983 | München-Neuperlach                 | St. Monika                                      |      | II/P    | 23       | → Orgel |
| 1983 | München-Neuhadern                  | St. Ignatius                                    |      | II/P    | 18       | → Orgel |
| 1983 | Großhabersdorf                     | St. Walburg                                     |      | II/P    | 23       | |
| 1983 | Germering                          | Dietrich-Bonhoeffer-Kirche                      |      | II/P    | 19       | |
| 1984 | Denkendorf                         | St. Laurentius                                  |      | II/P    | 18       | |
| 1984 | Ingolstadt                         | Pauluskirche                                    |      | III/P   | 21       | Mit Koppelmanual → Orgel |
| 1984 | Sachseln                           | Kapelle Hotel Klausenhof Flüeli-Ranft           |      | I/P     | 6        | → Orgel |
| 1985 | München-Nymphenburg                | Christkönig                                     |      | III/P   | 44       | → Orgel |
| 1985 | Nürnberg-Falkenheim                | St. Wunibald                                    |      | II/P    | 24       | |
| 1985 | Kasing (Kösching)                  | St. Martin                                      |      | II/P    | 11       | |
| 1985 | Preith                             | St. Brigida                                     |      |         |          | |
| 1986 | München-Waldperlach                | Jubilatekirche                                  |      | II/P    | 15       | → Orgel |
| 1986 | München-Isarvorstadt               | Schmerzhafte Kapelle                            |      | II/P    | 7        | → Orgel |
| 1987 | München-Am Hart                    | Zu den heiligen vierzehn Nothelfern             |      | III/P   | 19       | Mit Koppelmanual → Orgel |
| 1987 | Feldkirchen (Ingolstadt)           | St. Maria                                       |      | II/P    | 10       | |
| 1988 | Ebersdorf (Ludwigsstadt)           | Magdalenenkirche                                |      | II/P    | 13       | |
| 1988 | Forheim                            | St. Margaretha                                  |      | II/P    | 11       | |
| 1988 | Gilching                           | Gut Rottenried                                  |      | II/P    | 8        | Neben dieser kleinen Hausorgel befand sich auf Gut Rottenried auch das Opus magnum von WRK mit 52 Registern (siehe dort). Der Besitzer ist 1994 verstorben und der heutige Standort der kleinen Orgel ist unbekannt. |
| 1989 | Kirchseeon                         | St. Joseph                                      |      | III/P   | 23       | Mit Koppelmanual und mechanischer Setzeranlage |
| 1989 | Mitteleschenbach                   | St. Nikolaus                                    |      | II/P    | 15       | |
| 1989 | Grasbrunn-Neukeferloh              | St. Christophorus                               |      | II/P    | 17       | → Orgel |
| 1989 | Unterwattenbach                    | St. Ägidius                                     |      | I/P     | 9        | |
| 1990 | Moosach (Landkreis Ebersberg)      | St. Bartholomäus                                |      | II/P    | 17       | → Orgel |
| 1990 | Ingolstadt-Irgertsheim             | St. Laurentius                                  |      | II/P    | 11       | |
| 1990 | Ilmmünster-Herrnrast               | St. Pankratius                                  |      | I/P     | ??       | |
| 1991 | Günzburg                           | Auferstehungskirche                             |      | III/P   | 23       | [ 4 ] |
| 1991 | München-Neuperlach                 | Lätarekirche                                    |      | III/P   | 22       | Mit Koppelmanual → Orgel |
| 1991 | Hofolding                          | Heilig Kreuz                                    |      | II/P    | 11       | Umfangreicher Umbau und Erweiterung der bestehenden Stöberl-Orgel von 1975 → Orgel |
| 1993 | Neusäß                             | Emmauskirche                                    |      | II/P    | 10       | → Orgel |
| 1994 | Euerwang                           | St. Martin                                      |      | II/P    | 13       | → Orgel |
| 1999 | Hüttenkofen (Mengkofen)            | Mariä Himmelfahrt                               |      | II/P    | 14       | → Orgel |
| 2000 | Thannhausen                        | St. Stephan                                     |      | II/P    | 18       | |